# Anne Wharton
Anne Wharton (Charlbury, 20 luglio 1659 – Adderbury, 29 ottobre 1685) è stata una poetessa e drammaturga inglese.

## Biografia
Anne Lee nacque a Ditchley Park nel 1659, figlia di Anne Danvers e Sir Henry Lee; il padre morì prima della nascita della bambina e la madre lo seguì poco dopo. Anne e la sorella Eleanor crebbero quindi ad Adderbury House sotto la tutela di John Wilmot, lo zio delle bambine.
Il 16 settembre 1673 scposò Thomas Wharton, con cui si recò a Parigi nel 1678 e nel 1680 nel tentativo di trovare una cura per i problemi agli occhi e le convulsioni (probabilmente causate dalla sifilide) che la affliggevano. Il rapporto tra marito e moglie non fu burrascoso, ma fu piuttosto freddo e la coppia non ebbe figli. Anni dopo la morte della donna, il cognato Goodwin Wharton avrebbe scritto nella sua autobiografia di aver avuto una relazione clandestina con Anne Wharton che, a detta sua, aveva avuto relazioni anche con Charles Mordaunt, III conte di Peterborough, John Grubham Howe e perfino con lo zio, Lord Rochester.
Anne Wharton morì nella casa della sorella ad Adderbury all'età di ventisei anni.

## Attività letteraria
Nel corso della sua breve vita scrisse il dramma Love's Martyr, or Witt above Crowns e numerose poesie e parafrasi di testi biblici e classici. L'unica sua poesia pubblicata mentre era in vita fu un'elegia in memoria della morte dello zio; la poesia ricevette apprezzamenti da importanti letterari dell'epoca, tra cui Edmund Waller ed Aphra Behn. La prima edizione critica dei 34 componimenti attribuiti ad Anne Wharton è stata pubblicata nel 1997 e da allora sono state rinvenute almeno altre undici poesie manoscritte.